# Pyrgulopsis neomexicana
El caracol de Socorro, de nombre científico Pyrgulopsis neomexicana, es una especie en peligro de extinción de caracol diminuto de agua dulce con branquia y opérculo, un molusco o micromolusco gasterópodo acuático de la familia Hydrobiidae, los caracoles del fango.
Este diminuto caracol habitaba anteriormente en un pequeño grupo de manantiales termales del Estado de Nuevo México (EE. UU.). Su supervivencia está seriamente amenazada porque su hábitat es vulnerable y está gravemente amenazado. Se desconoce el estado actual de la población de este caracol y de su zona de hábitat. Pyrgulopsis neomexicana ha sido catalogado en peligro de extinción por los gobiernos de Estados Unidos y Nuevo México.
Se sabe muy poco sobre este caracol en general, debido a su diminuto tamaño, su área de distribución muy restringida y el hecho de que los lugares donde vive actualmente se encuentran en propiedades privadas que no permiten el acceso.

## Descripción

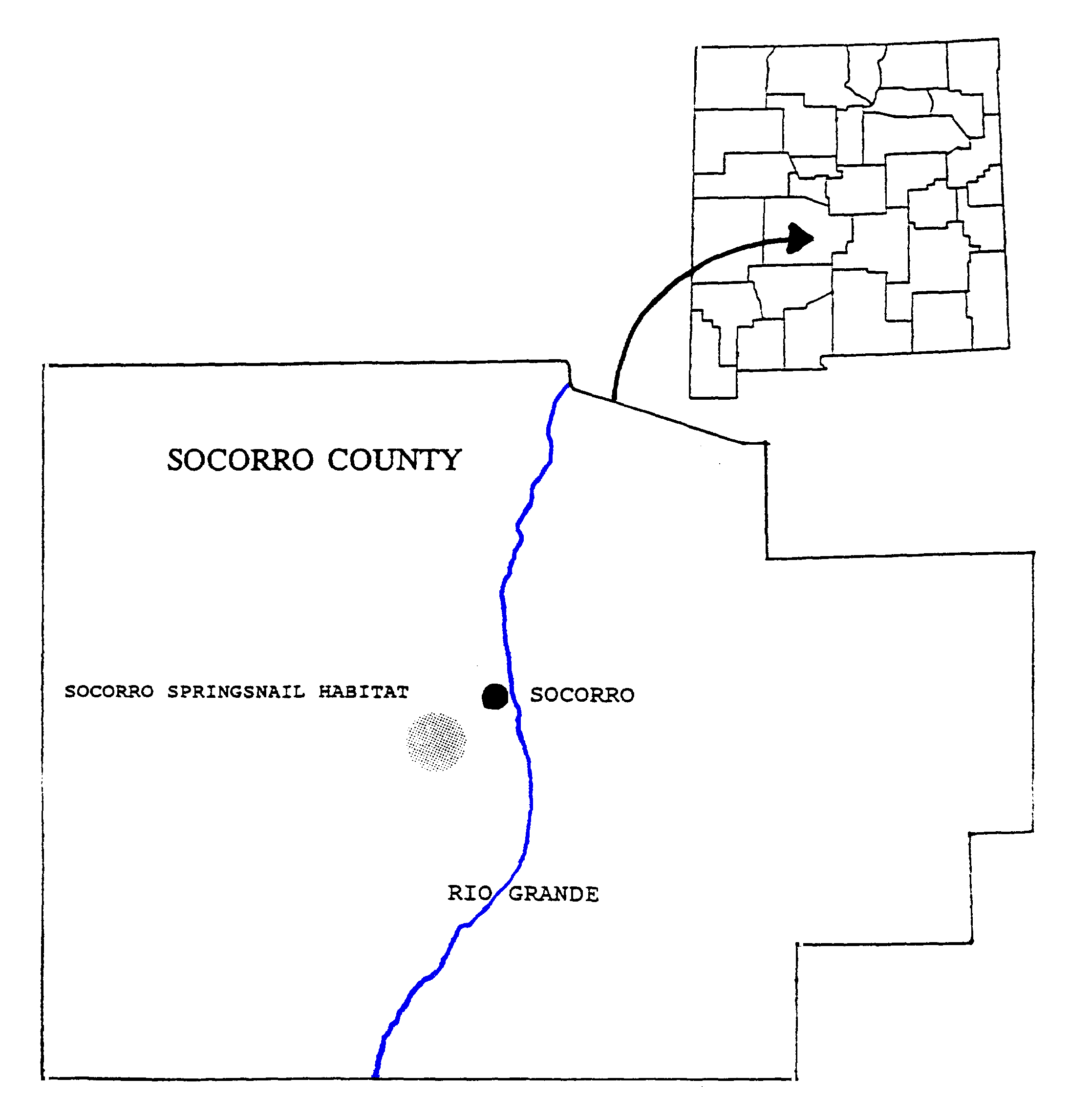
Mapa de distribución de Pyrgulopsis neomexicana.

Pyrgulopsis neomexicana tiene una concha cónica alargada-ovada que es de color marrón claro y corto-espiralada, en otras palabras, la concha es baja y redondeada, sin mucho de una «punta» puntiaguda. La concha tiene 3. 5-4.5 verticilos. El protoconcha es generalmente erosionado. El callo interno es de color marrón rojizo a ámbar, y el opérculo es pálido. La altura de la concha es de 1,6-2,3 mm, y su apertura es ovalada.
El cuerpo, la cabeza, el hocico y los tentáculos son de color gris oscuro a negro. Los tentáculos van del negro o gris oscuro en la base al gris pálido en las puntas. Las hembras son más grandes que los machos. En el macho, el pene tiene una tira glandular larga en el lóbulo terminal, una glándula penial larga, y tres tiras glandulares dorsales más cortas. Una descripción detallada del sistema reproductivo de esta especie de caracol fue proporcionada por Hershler en 1994.
El animal respira mediante un tipo de branquia conocida como ctenidio (un aparato respiratorio en forma de peine) que en esta especie tiene 20 filamentos ctenidiales altos y estrechos.
En todas las especies del género Pyrgulopsis, la rádula (una fuerte cinta raspadora de alimentación cubierta de dientes microscópicos) es de tipo taeniogloso (siete dientes en cada fila, es decir, uno central, dos laterales y 4 marginales.) La rádula de Pyrgulopsis neomexicana fue descrita en detalle por Hershler (1994).

## Distribución
Esta especie es endémica del condado de Socorro, en el centro de Nuevo México, en el suroeste de Estados Unidos. El espécimen original de Pyrgulopsis neomexicana procedía de un manantial termal cerca de Socorro, Nuevo México.
Ahora está extinto en la localidad tipo, pero la fecha y la causa de la extinción son inciertas. La especie ha sido reportada de otros manantiales en el condado de Socorro (Landye 1981), aunque hay desacuerdo sobre si la especie históricamente ocurría allí. Actualmente, Pyrgulopsis neomexicanaes conocido de un solo manantial: el manantial Torreón en el condado de Socorro, Nuevo México, donde fue localizado en 1979.

## Ecología

### Hábitat
Pyrgulopsis neomexicana es totalmente acuático y se encuentra en aguas de baja velocidad (movimiento lento) cerca de manantiales en un hábitat termal, es decir, cerca de fuentes termales. Más concretamente, se encuentra en la capa superior de un sustrato o superficie de fango orgánico.
El principal manantial en el que se encuentra actualmente el caracol manantial de Socorro ha sido embalsado (cerrado, bloqueado o represado artificialmente), lo que ha reducido el hábitat de agua fluyente a un estanque muy pequeño. Sólo queda un pequeño manantial, con una pequeña charca mejorada (menos de 1 m² de superficie), con una temperatura del agua de 17 °C. La especie abunda en las raíces de esta charca, pero no se encuentra en las acequias y estanques que salen del manantial hacia las estructuras de riego. Otros moluscos que se encuentran en los alrededores son Physa mexicana, Lymnaea modicella y Pisidium casertanum. En 1981, se descubrió que la colonia de Pyrgulopsis neomexicana ocupaba no sólo el manantial, sino también el afluente de salida de unos 2,5 m (8 pies) de longitud hacia una acequia de riego. Sin embargo, no se encontraron caracoles en el propio caudal de riego. En 1991, la población total de Pyrgulopsis neomexicana en la desembocadura del manantial se estimó en 5.000 individuos.
Anteriormente, el caracol vivía en las fuentes termales al oeste de la ciudad de Socorro, en los mismos hábitats que el isópodo de Socorro Thermosphaeroma thermophilum.

### Hábitos alimenticios
Esta especie es herbívora. Se alimenta de algas y otros materiales presentes en la película orgánica que se encuentra en la superficie de las plantas y los escombros[5].

### Ciclo de vida
Las hembras de Pyrgulopsis neomexicana son ovíparas, es decir, ponen huevos. Probablemente depositan los huevos en primavera y verano.

## Taxonomía
Pyrgulopsis neomexicana se describió originalmente a partir de aguas termales en Socorro, Nuevo México. Se desconocen el recolector y la fecha de la primera muestra única. Los especímenes procedían de la colección del mineralogista estadounidense Charles Moore Wheatley (1822 Essex, Inglaterra - 1882, Phoenixville, Pensilvania, EE. UU.) y probablemente se recolectaron en el siglo XIX. La especie fue descrita formalmente y bautizada como Amnicola neomexicana por el malacólogo (experto en moluscos) estadounidense Henry Augustus Pilsbry en 1916.
La descripción tipo original de Pilsbry, el texto donde se nombra y describe oficialmente la especie, dice lo siguiente:

La concha es muy pequeña, minuciosamente perforada, globosa, córnea, más bien sólida. Superficie lisa, no brillante. Verticilos 3, moderadamente convexos, la sutura no está profundamente impresa. Abertura ovalada, fuertemente oblicua, angular por encima. Peristoma continuo, margen externo regularmente arqueado, margen interno recto, ligeramente engrosado. Longitud 1,6; diám. 1,3 mm; eje mayor de la apertura alrededor de 1 mm.

Socorro, Nuevo México, en manantiales cálidos. Tipos no. 121,113 en la colección Wheatley, depositados en Mus. A. N. S. P.

Esta especie, conocida por muchos ejemplares, es más pequeña que Amnicola micrococcus, con una apertura estrecha, labio interno recto y sutura menos impresa. Casi todas las conchas están erosionadas, estando la espira profundamente corroída en los individuos completamente adultos. Esto da un contorno abrupto de la sutura, en vista frontal.

En 1982, el zoólogo estadounidense John B. Burch reclasificó Pyrgulopsis neomexicana como Fontelicella neomexicana. En 1987, otros dos zoólogos estadounidenses, Robert Hershler, del Museo Nacional de Historia Natural, y Fred Gilbert Thompson, del Museo Estatal de Florida (actualmente Museo de Historia Natural de Florida), asignaron los miembros del género Fontelicella, incluido F. neomexicana, al género Pyrgulopsis.

## Amenazas
El área de distribución limitada y las exigencias precisas de hábitat de Pyrgulopsis neomexicana hacen que esta especie sea vulnerable a la pérdida o alteración del hábitat. Las amenazas potenciales para la especie incluyen todas las actividades que reduzcan significativamente el caudal de los manantiales o la disponibilidad de la fuente de alimento que sustenta a esta especie de caracol de manantial. Las alteraciones de las cuencas hidrográficas, los manantiales o los cursos de agua asociados podrían causar una reducción del caudal de agua, un cambio de la temperatura del agua o de la calidad del agua, o podrían modificar el hábitat o la fuente de alimento. Esto podría tener un impacto devastador en las poblaciones existentes del caracol.
Esta especie de caracol tiene una capacidad de dispersión extremadamente limitada, lo que significa que tiene poca o ninguna capacidad para encontrar y dispersarse a otros hábitats adecuados, o para salir de un hábitat en el que las condiciones han cambiado de tal manera que ya no es adecuado. En consecuencia, estos caracoles son incapaces de evitar los contaminantes u otros cambios desfavorables en su hábitat.
Se cree que la población del caracol de manantial de Socorro se limita a una única charca de menos de 1 m² de superficie y a una zanja de desagüe de unos 2,5 m (8 pies) de longitud. Varios de los manantiales que antiguamente contenían el caracol de Socorro han sido embalsados, y esto ha eliminado el hábitat preciso que es crítico para la supervivencia de la especie.
Tal vez la mayor amenaza a la que se enfrenta esta especie sea la posible pérdida del caudal de agua. El bombeo excesivo del acuífero que suministra agua a los manantiales podría destruir tanto los propios manantiales como la especie junto con ellos. La posible contaminación del manantial podría afectar negativamente a esta especie y quizás también podría causar su extinción. Los efectos del cambio climático, si incluyen una sequía generalizada, una disminución de la descarga del manantial o un cambio en la química del agua, son una amenaza recientemente reconocida que podría eliminar a la especie.

## Conservación
El Estado de Nuevo México incluyó al caracol de manantial de Socorro en la lista de especies en peligro de extinción, grupo 2, el 28 de marzo de 1985 (Sección 17-2-37 a 17-2-46 NMSA 1978). El 30 de octubre de 1991, el Servicio de Pesca y Vida Silvestre de EE. UU. también incluyó a esta especie en la lista de especies en peligro de extinción de la Ley de Especies en Peligro de Extinción de 1973. Debido a su distribución extremadamente limitada, la estrategia de recuperación de esta especie tiene su fundamento en el mantenimiento de su hábitat. Aunque es posible que se establezcan poblaciones adicionales en otros manantiales termales, esta posibilidad depende de que se encuentren manantiales dentro del área de distribución histórica presunta de la especie que tengan los atributos físicos y biológicos, incluidos los componentes del hábitat terrestre, que el caracol de manantial necesita para sobrevivir, y que no sustenten su propia fauna endémica.
La localidad se encuentra en terrenos privados y el acceso al manantial está denegado desde 1995. Debido a ello, se desconocen las cifras recientes de la población, el estado del hábitat y la magnitud de las amenazas actuales. La falta de cooperación por parte del propietario del terreno privado y los impactos causados por sus acciones no se identificaron específicamente como una amenaza. Sin embargo, las recomendaciones del Servicio de Pesca y Vida Silvestre de EE. UU. para futuras acciones sugerían que se continuaran los esfuerzos para intentar acceder al manantial. En caso de que se concediera el acceso, se recomendó que se realizaran estudios del ciclo biológico, que se controlara el número de ejemplares de la población, que se determinaran los atributos del hábitat adecuado (cualidades como la naturaleza exacta del sustrato preferido, los límites de temperatura del agua, el pH, la dureza, la alcalinidad, etc.) y que se estableciera un seguimiento a largo plazo de la descarga y la temperatura. Si, por el contrario, se sigue denegando el acceso, la recomendación fue intentar establecer una visita única al manantial con el fin de recolectar individuos para una población cautiva de refugios.
El Servicio de Pesca y Vida Silvestre de EE. UU. tomó la decisión de no aplicar la parte de la Ley de Especies Amenazadas que permite a las autoridades adquirir los terrenos necesarios si se trata de un «hábitat crítico» para la conservación de una especie incluida en la lista, porque se consideró que, en esta situación, hacer públicos los terrenos expondría a la población restante a un riesgo aún mayor de extinción debido a amenazas como el vandalismo y la recolección por parte de personas no autorizadas. En 2008 aún no se había redactado un plan de gestión del hábitat para la especie, tal y como se indicaba en el plan de recuperación de 1994, que también abarcaba otra especie, el caracol de Alamosa. El plan de recuperación de 1994 está desfasado y debe ser revisado y actualizado. Se recomendó la creación de un plan independiente.